# سارة جونز (مغنية)
سارة جونز (بالإنجليزية: Sarah Johns)‏ هي مغنية مؤلفة ومغنية أمريكية، ولدت في 1979.